# NGC 3049
NGC 3049 је спирална галаксија у сазвежђу Лав која се налази на NGC листи објеката дубоког неба.
Деклинација објекта је + 9° 16' 19" а ректасцензија 9h 54m 49,5s. Привидна величина (магнитуда) објекта NGC 3049 износи 12,5 а фотографска магнитуда 13,3. NGC 3049 је још познат и под ознакама UGC 5325, MCG 2-25-55, MK 710, IRAS 09521+0930, KARA 383, CGCG 63-103, PGC 28590.